# Ono Shingi
Shingi Ono (sinh ngày 9 tháng 4 năm 1974) là một cầu thủ bóng đá người Nhật Bản.

## Sự nghiệp câu lạc bộ
Shingi Ono đã từng chơi cho Verdy Kawasaki, Denso, Gamba Osaka, Yokohama FC và New Wave Kitakyushu.